# Cadillac
Cadillac je americký výrobce luxusních automobilů. Zakladatelem automobilky byl zkušený konstruktér Henry Martin Leland, který později založil i automobilku Lincoln.

## Historie
Henry Leland se velkovýrobě vysoce kvalitních součástek naučil, když pracoval v americké zbrojovce ve Springfieldu ve státě Massachusetts. Později si se svým partnerem otevřel v Detroitu mechanickou dílnu, která dodávala motory automobilce Ransoma E. Oldse z Lansingu nazvané později Oldsmobile. V roce 1902 pak převzal krachující Henry Ford Company založenou předchozího roku Henrym Fordem a přeměnil ji na prosperující firmu. Tak se 22. srpna 1902 zrodila Cadillac Automobile Company, pojmenovaná podle sieura de Cadillac, který v roce 1701 založil město Detroit.
V roce 1905 pak Cadillac Automobile Company splynula s Lelandovou původní firmou Leland & Faulconer Manufacturing.
V roce 1909 prodal Henry Leland automobilku Cadillac společnosti General Motors.

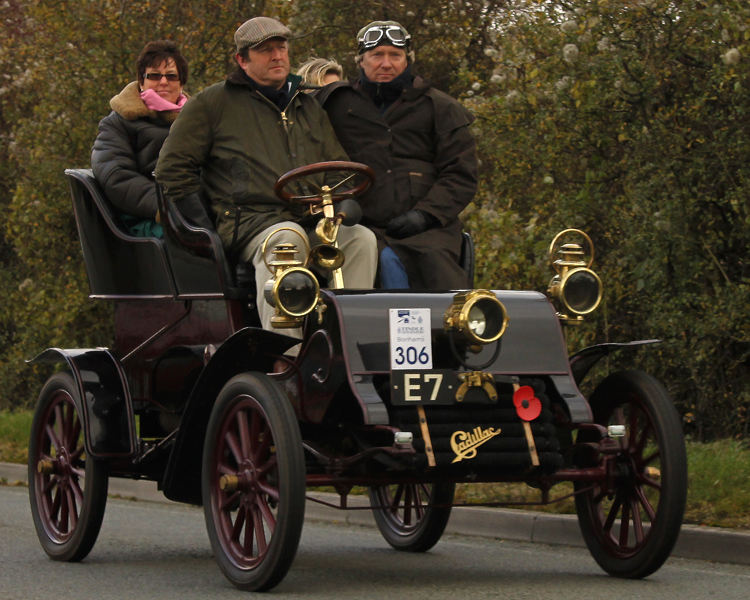
Cadillac 6 1/2HP Tonneau 1903
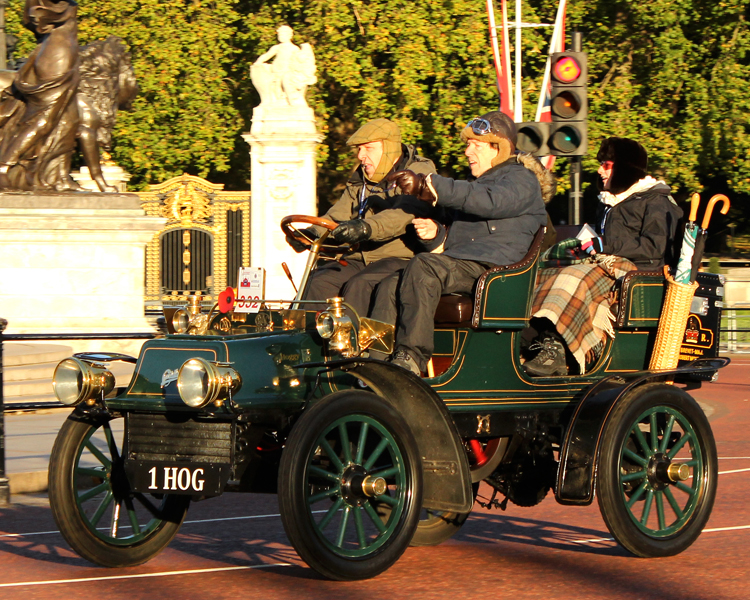
Cadillac 8 1/4HP Surrey 1904
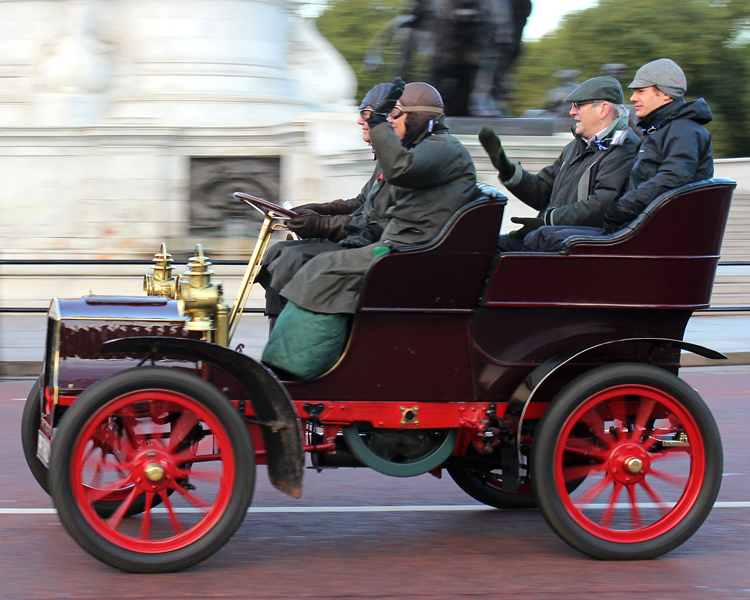
Cadillac 10HP Tonneau 1904
Cadillac 6 1/2HP Rear-entrancetonneau 1904
Cadillac 8 1/4HP Detachable-toplimousine 1904
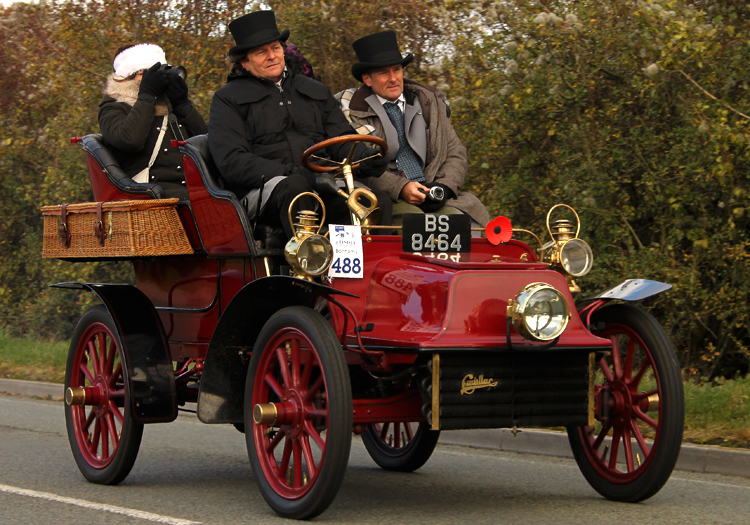
Cadillac 8 1/4HP Tonneau 1904
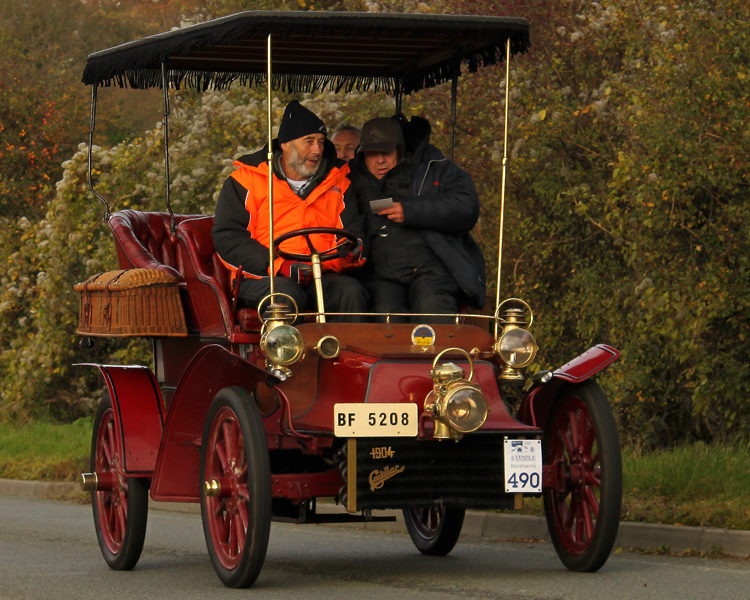
Cadillac 8 1/4HP Tonneau 1904
Cadillac 8 1/2HP Tonneau 1904
Cadillac 10HP Tonneau 1904
Cadillac 9HP Limousine

## Modely

### Současné modely
- BLS

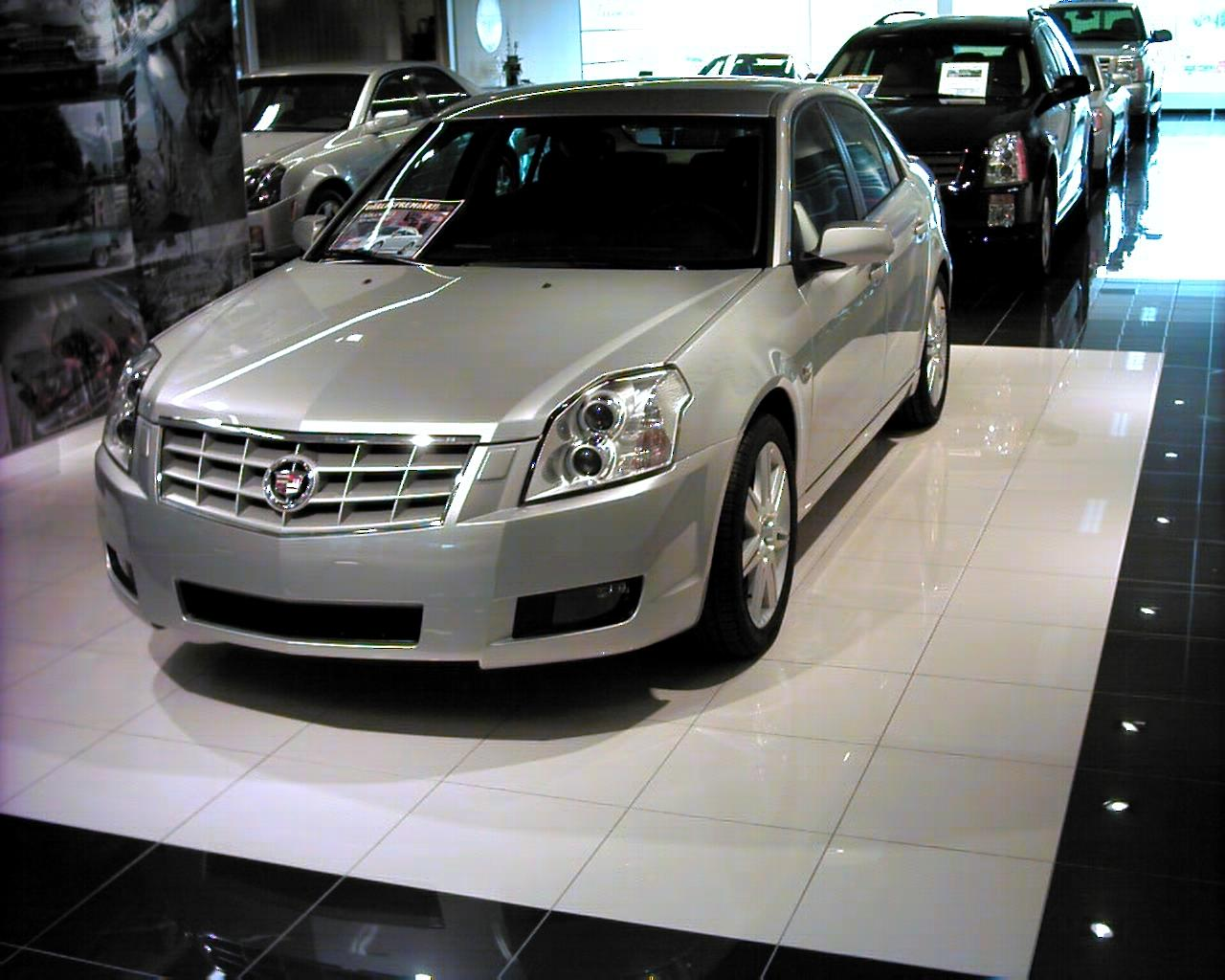
Cadillac BLS

Čtyřdveřový pětimístný sedan s motorem vpředu a s pohonem zadních kol se vyrábí od roku 2005. Pohání ho dvoulitrový vznětový řadový čtyřválec s výkonem 150 koní při 4000 ot/min, maximální rychlostí 215 km/h a točivým momentem 320 Nm při 2000 ot/min spolupracuje s automatickou převodovkou.
- CTS

4dveřový 5místný sedan, má motor vepředu a pohon zadních kol. Vidlicový 6válec s objemem 3,2 litru, výkonem 218 koní a točivým momentem 300 Nm jede maximálně 238 km/h a zrychlení 0/100 má za 7,4 s.
- Escalade
- XT4
- XT5
- XT6
- CT4
- CT5
- CT6
- XTS